# 코로나 홀
코로나 홀(Coronal hole)은 태양의 코로나가 평균보다 어둡고 차가우며, 더 낮은 밀도의 플라스마를 지니는 영역이다. 코로나 홀은 스카이랩 임무 과정에서 코로나의 구조를 밝히기 위해 엑스선 망원경을 지구 대기권 위에 올려 보냈을 때 발견되었다. 코로나 홀은 열린 자기장 선의 단극 농도에 연결되어 있다. 태양의 극소기 동안 코로나 홀은 주로 태양의 극 영역에서 발견된다. 그러나 태양의 극대기에는 어느 곳에서나 발생할 수 있다. 태양풍의 고속 부분은 코로나 홀을 통과하는 열린 자기장 선을 따라 움직인다고 알려져 있다.